# 渥美坂井法律事務所・外国法共同事業
渥美坂井法律事務所・外国法共同事業（あつみさかいほうりつじむしょ・がいこくほうきょうどうじぎょう、略称：A&S）は、日本の法律事務所。

## 概要
1994年に弁護士の渥美博夫らの手により、渥美・臼井法律事務所として発足。2005年4月にクライアントのビジネス活動のグローバル化・国際化の進展に対応するため、外国法共同事業を開始し、渥美総合法律事務所・外国法共同事業と名称を改めた。さらに、2010年11月に坂井豊らを迎え、渥美坂井法律事務所・外国法共同事業に改称した。所属弁護士数は244人（2024年1月末時点）で、主に企業法務・クロスボーダー業務を取り扱う日本の6大法律事務所であり、海外の一部の法律出版社によるとトップ5との評価実績も有する。
東京のヘッドオフィスに加えて、米国・ニューヨーク（Atsumi & Sakai New York LLP）及び英国・ロンドン（Atsumi & Sakai Europe Limited）、ドイツ・フランクフルト（Atsumi & Sakai Europa GmbH - Rechtsanwälte und Steuerberater）、ベルギー・ブリュッセル（Atsumi & Sakai Brussels EU）、ベトナム・ホーチミン（Atsumi & Sakai Vietnam Law Firm）に拠点を有している。
2022年9月に福岡提携オフィス（A&S福岡法律事務所弁護士法人）、2025年7月に大阪提携オフィス（A&S大阪法律事務所）を開設した。
2022年6月に企業・団体・公的機関等における外部の有識者も参画し、プロトタイプ政策研究所を所内に設立した。政策・制度・実務に関して、政策と実務の架け橋を行うことを目的とし、公的機関・民間の双方が取り組めていない政策・法制度とその実務運用の研究、新たな政策に関する提言、情報発信などを担うとされている。

### 評価
Thomson Reutersが発行するアジアン・リーガル・ビジネス（ALB）日本版 2022年2月号の特集「ALB Japan D&I List 2022」において、「日本の法曹界におけるダイバーシティ＆インクルージョン（D&I）促進で大きく前進している日本の法律事務所10社」の一つに選出された。同特集記事においては、「女性が弁護士の27％、パートナーの23％占めている」こと、また「女性弁護士の割合を30％に引き上げるという目標を掲げている」ことが報じられた。その他、同誌からは2018年、2019年、2020年と3年連続で「Overseas Practice Law Firm of the Year」を受賞している。
海外での評価をみると、英Top Ranked Legal による日本の法律事務所総合ランキングでは、森・濱田松本法律事務所、アンダーソン・毛利・友常法律事務所、西村あさひ法律事務所、長島・大野・常松法律事務所に次ぐ第5位の評価となっている。英The Lawyer誌でも、従来から日本の法律事務所の”Big Five”の一角と報じられてきた。Top Ranked Legalでは、銀行・金融、ストラクチャードファイナンス（キャピタルマーケット）、フィンテック、プロジェクトファイナンス、TMTの5分野でBand 1、キャピタルマーケット、証券化(キャピタルマーケット)、企業調査、ファンド、知的財産、不動産、事業再生・倒産、シッピングの8分野にてBand 2の他合計17分野で高い評価を得ている。
リーガル500誌では、銀行・金融、フィンテック及び投資ファンドの分野においてTier 1、独占禁止法・競争法、コーポレート・M&A、知的財産、プロジェクト・エネルギー、不動産・建設、危機管理・調査、海運及びTMTの各分野においてTier 2となっている。  IFLR 1000は、ストラクチャード・ファイナンスおよび証券化の分野でTier 1、銀行並びにプロジェクト開発及びプロジェクト・ファイナンスの分野で当事務所をTier 2にランク付けしている。チャンバース＆パートナーズは、当事務所の創業パートナーである渥美博夫弁護士を、銀行・金融の分野で「Senior Statespeople」としてランク付けしている 。

## 業務分野
取扱分野の範囲は、金融分野に加え、M&A・投資案件、独禁法、各種ファンド、労働法、IP、IT/TMT、国際通商、訴訟・仲裁・倒産・事業再生、ライフサイエンス、エネルギー、スポーツ/エンターテインメント、さらには危機管理やFintech・IoT/AIを含むイノベーション分野に至る。
日本の弁護士に加え、イングランド及びウェールズ（連合王国）、ニューヨーク州、カリフォルニア州、大韓民国、インド、スリランカ民主社会主義共和国、オーストラリア　クインズランド州・ニューサウスウェールズ州・ビクトリア州の法を原資格国法とする外国法事務弁護士を擁する（州法を原資格国法とする外国法事務弁護士はその国の連邦法についても助言を提供することが可能）。

## 沿革
- 1994年 - 渥美博夫が中心となって千代田区麹町に渥美・臼井法律事務所として設立。
- 2003年 - 千代田区内幸町へ移転。渥美総合法律事務所に改称。
- 2005年4月 - 国内系の法律事務所として初めて[11]、外国系法律事務所との合弁ではない形での外国法共同事業を開始。渥美総合法律事務所・外国法共同事業に改称。
- 2010年11月 - 坂井豊らの加入に伴い、渥美坂井法律事務所・外国法共同事業に改称。
- 2013年
  - 6月 - 渥美坂井法律事務所弁護士法人設立。
  - 7月 - ヤンセン外国法事務弁護士事務所との外国法共同事業を開始。同事務所は名称を「ヤンセン外国法事務弁護士事務所（外国法共同事業　渥美坂井法律事務所弁護士法人　渥美坂井法律事務所・外国法共同事業）」に変更。
- 2014年8月 - ベルリン提携オフィス開設。
- 2015年
  - 1月 - Atsumi & Sakai Europe Limited 設立。ロンドンオフィス開設。
  - 12月 - ベルリン提携オフィスがフランクフルトへ移転。
- 2021年2月 - ニューヨーク提携オフィス（Atsumi & Sakai New York LLP）開設。
- 2022年9月 - 福岡提携オフィス（A&S福岡法律事務所弁護士法人）開設。
- 2024年5月 - ブリュッセルオフィス（Atsumi & Sakai Brussels EU）開設。
- 2024年7月 - ホーチミンオフィス（Atsumi & Sakai Vietnam Law Firm）開設。
- 2025年7月 - 大阪提携オフィス（A&S大阪法律事務所）開設。

## 所属弁護士等

### パートナー
- 渥美博夫 - 渥美坂井法律事務所・外国法共同事業 創業者
- アラン・ウィリアム・ノーマン・キッチン
- 由布節子
- 河村明雄
- 川原K. ラッセル
- バニー・L・ディクソン
- 坂井豊
- 上山一知
- 西吉健夫
- 川村彰志
- デイビッド・デヨ・デック
- 丹生谷美穂
- 衞本豊樹
- 宮塚久
- イアン・S・スコット
- 大串淳子
- 根津宏行
- 町田行人
- 笠原智恵
- 三橋友紀子
- 内田恵美
- 野崎竜一
- 伊藤晴國
- 鈴木由里
- 細井文明
- 及川富美子
- 小西貴也
- 小山修司
- 藤本豪
- 植松貴史
- 濱須伸太郎
- 今泉慶太
- 大上良介
- 畑英一郎
- 松浦雅幸
- 山島達夫
- 落合孝文
- 三浦悠佑
- 水上高佑
- 金久直樹
- 佐藤一也
- 都筑大輔
- 村川耕平
- 細田浩史
- 眞野堅太郎
- 島﨑哲
- 石原一樹
- 谷崎研一
- 外山照久
- 福田政人
- エバ　イザック・ニイムラ
- 副島史子
- 高橋剛
- クリストファー・マーク・ホジェンズ
- 細川昭子
- 下瀬伸彦
- アシッシ・ジェジュルカール
- 北田友宏
- 橋本円
- 花田さおり
- 清水真一郎
- 鈴木大輔
- 手塚崇史
- 三部裕幸
- 磯部慎吾
- 小野未貴
- 菅原佐知子
- 齋藤貴弘
- 田中一洋
- 土居文代
- 松岡史朗
- 渡邉朝子
- 陳鳳琴
- 相沢初夏
- 臼井康博
- 奥原力也
- 岸田梨江
- デレック・シモンズ
- ダミンタ・パティラナ
- 入江克典
- 越後純子
- 大石潤
- 小栁葵
- 藤原理
- 井上亮
- 上東亘
- 高橋俊昭
- 中野真
- 中村京子
- 湊健太郎
- 柿原達哉
- 木村勇人
- 新舎千恵
- 田畑篤志
- 野邊健太
- 正木君治
- 亀岡悦子
- 原田真紀子
- 光山夏貴
- 湯澤正
- ダニエル・ジャレット
- ソン・ヨンソプ
- デビッド・タン
- 佐々木晴彦
- 大門由佳
- 都築翔
- 中西由佳
- 人見啓太
- 堀内美菜
- ニコラス・J・カッソン
- 伊藤和樹
- 権藤孝典
- 得能智高
- 渡邊俊典
- 宇田川敦司
- 鈴木陽一
- 髙橋佑太郎
- 宮前豪
- 山梨浩史
- 本郷真弓
- 吉岡慎二

### 顧問
- 山本有二 - 衆議院議員
- 高橋宏志 - 東京大学名誉教授（民訴法）。弁護士資格を有しない。
- 瀧野欣彌 - 元内閣官房副長官。弁護士資格を有しない。
- 大垣恒太郎 - 元検事総長
- 安冨潔 - 慶應義塾大学名誉教授
- 原文之
- 小手川大介 - 元IMF日本政府代表理事。弁護士資格を有しない。
- 須網隆夫 - 早稲田大学大学院法務研究科教授。
- 森信親 - 元金融庁長官。弁護士資格を有しない。
- 山上秀明 - 元最高検察庁次長検事。元東京地方検察庁特別捜査部長。
- 森永太郎 - 元国連アジア極東犯罪防止研修所長

### 客員
- 内田輝紀 - 元株式会社武富士副会長
- 増田好平 - 元防衛事務次官。防衛省顧問、NPO 宇宙利用を推進する会理事長（2016年1月現在）
- 片山一夫 - 元国税不服審判所次長